# Samuel Slavson
Samuel Richard Slavson (* 25. Dezember 1890 in Poltawa; † 5. August 1981 in New York) war ein US-amerikanischer Ingenieur, Journalist und Lehrer, der 1919 begann, sich mit analytischer Gruppentherapie zu beschäftigen. Er gilt als „einer der Pioniere der Gruppenpsychotherapie, zu deren Anerkennung als wissenschaftliche Disziplin er einen großen Beitrag leistete“. Slavson schrieb über zwanzig Bücher und fungierte als Gründungspräsident der American Group Psychotherapy Association (AGPA). Er begründete die Kindergruppentherapie und entwickelte ein spezifisches Kleingruppenmodell.

## Leben und Werk
Slavson kam mit seiner Familie 1903 oder 1904 nach New York. Schon früh engagierte er sich für Self-cultur-clubs für Kinder und Jugendliche. Neben seinem Studium zum Zivilingenieur entwickelte er Jugendförderprogramme, denn er war von einem angeborenen kreativen Potential in jedem Menschen überzeugt. Er stand den Ideen der Progressive Education, den Thesen Freuds sowie der Child-Guidance-Bewegung nahe. Zu letzterer gehörte auch das Jewish Board of Guardians in New York, eine Betreuungsstätte für Mädchen und Burschen mit Entwicklungsproblemen, wo er von 1934 bis 1956 in führender Position wirkte.
1934 konnte Slavson die Wirksamkeit von Gruppenarbeit bei emotionalen Störungen nachweisen, 1943 publizierte er An introduction to group therapy, das erste grundlegende Werk über Gruppenpsychotherapie mit Kindern und Jugendlichen. Diese Arbeit fand breite Anerkennung und wurde z. B. von der Menninger Foundation unter die zehn Klassiker der Psychotherapie gereiht. Er war Gründungsmitglied und erster Präsident der American Group Psychotherapy Association (AGPA), die stark um Anerkennung seitens der Psychiater bemüht war. Die 12 direkten Nachfolger des Nicht-Mediziners Slavson waren denn auch allesamt Psychiater. Außerdem achtete Slavson, der auch nach Ende seiner Präsidentschaft in der AGPA 1944 noch bis in die späten 1950er Jahre substanziellen Einfluss in der Vereinigung ausübte, strikt darauf, dass diese Institution klassisch-freudianisch blieb, orthodox und in klarer Abwehrposition zu Neo-Freudianern, Existentialisten und Transaktionsanalytikern. Slavson wirkte als Lehrer, Supervisor und De-facto-Herausgeber des International Journal of Group Psychotherapy, sowohl auf nationaler, als auch auf internationaler Ebene. Legendär waren seine jahrzehntelange Kontroversen und die Konkurrenz mit dem ebenso autoritären Jacob L. Moreno, dem Begründer des Psychodramas.

## Kindergruppentherapie
Slavson gilt als Begründer dieser Therapieform. Er sah das Spiel als therapeutisches Mittel und verwendete Modelliermasse, Kasperltheater oder Bauklötze. So sollten die Kinder ihre sozialen Fähigkeiten ausbauen und ihr Gemeinschaftsgefühl stärken. Ein Kind kann in der Gruppe von Gleichaltrigen sein Verhalten ändern und seinen Horizont erweitern: Ein sonst eher ruhiges Kind wird offener und frecher, aber es kann auch ein sonst vorlautes Kind dann eher schüchtern und zurückhaltend agieren. Die Problemlage eines Kindes ähnelt oft der Situation anderer Kinder, und zwar umso häufiger, je homogener die Gruppe ist. Durch die Gruppe kann ein Wir-Gefühl entstehen und das Identitätsgefühl gestärkt werden. Entwicklungspsychologisch ist dies insbesondere für Kinder zwischen 6 und 7 Jahren wichtig.

## Kleingruppenmodell
Nach jahrzehntelanger Beschäftigung mit Kindern und Jugendlichen dehnte Slavson in den späten 1940er Jahren sein Arbeitsfeld auch auf Erwachsene aus. Sein Kleingruppenmodell ist für maximal 8 Teilnehmer ausgelegt und beruht auf homogenen Gruppen, homogen betreffend Alter, Geschlecht und Symptomatik. Slavson entwickelte mehrere störungsspezifische Modelle mit exakten Beschreibungen zur klinischen Anwendung. Unterschieden wurden Counseling (Beratung), Guidance (Führung bzw. Anleitung) und Psychotherapie. Bekannt wurden insbesondere seine – am Kindeswohl orientierten – Elterngruppen und die Vita-Erg-Therapie mit psychotischen Frauen.
1964 legte Slavson die Zusammenfassung seiner Theorieentwicklung und der praktischen Erfahrungswerte vor, im Band A textbook in analytic group psychotherapy. Er verband Freuds Triebtheorie mit soziologischen Milieudefinitionen und erkannte das menschliche Suchen nach Beziehung und Akzeptanz als Primärbedürfnis. Die Gruppe sah er als Ich-Therapie im Rahmen eines kollektiven Wir-Überichs, welches den Weg aus Selbstbezogenheit und psychischer Vereinzelung eröffnet. Allgemein wird als sein großes Verdienst angesehen, die Gruppenanalyse einerseits getreu den Prinzipien der psychoanalytischen Gründergeneration entwickelt und sie andererseits auf die Bedürfnisse der US-amerikanischen Psychiatrie abgestimmt zu haben.

## Stellung
„Slavson begründete die Anerkennung der Gruppenpsychotherapie als wissenschaftliche Disziplin, lieferte hierzu grundlegende theoretische Beiträge und schuf in den Vereinigten Staaten eine professionelle Organisation, die erstmals verbindliche Richtlinien für eine qualifizierte Ausbildung festlegte.“

## Auszeichnungen
- 1969 Award der American Academy of Psychotherapists
- 1972 Titel Father of group psychotherapy (einer der 100 bedeutendsten Köpfe der Welt der Gesundheit[4])

## Deutschsprachige Publikationen
- Einführung in die Gruppentherapie. Verlag für medizinische Psychologie, Göttingen 1956
- Einführung in die Gruppentherapie von Kindern und Jugendlichen. Vandenhoeck u. Ruprecht, Göttingen 1972, 2., unveränd. Nachdr.
- Gruppenpsychotherapie mit Kindern. Ein Arbeitsbuch (mit Mortimer Schiffer). Vandenhoeck u. Ruprecht, Göttingen 1976
- Analytische Gruppentherapie. Theorie und praktische Anwendung. S. Fischer, Frankfurt am Main 1977